# Distrito de Legnica
Legnica (polaco: powiat legnicki) es un distrito (powiat) del voivodato de Baja Silesia (Polonia). Fue constituido el 1 de enero de 1999 como resultado de la reforma del gobierno local de Polonia aprobada el año anterior. Su sede administrativa es Legnica, aunque la ciudad no forma parte de él y por sí misma es otro distrito distinto. Además de con dicha ciudad, limita con otros siete distritos: al norte con Polkowice y Lubin, al este con Wołów y Środa Śląska, al sur con Jawor y al oeste con Złotoryja y Bolesławiec; y está dividido en ocho municipios (gmina): uno urbano (Chojnów), otro urbano-rural (Prochowice) y seis rurales (Chojnów, Krotoszyce, Kunice, Legnickie Pole, Miłkowice y Ruja). En 2011, según la Oficina Central de Estadística polaca, el distrito tenía una superficie de 744,08 km² y una población de 53 783 habitantes.